# 데이브 루비
데이브 루비(Dave Ruby)는 미국의 배우이다.

## 출연 작품

### 영화
- Breaking Dawn (2004) - 오피 역
- 플레지 디스! (2006, National Lampoon's Pledge This!)

### 텔레비전
- 못말리는 번디 가족 (1996)
- 저징 에이미 (2003-04)